# Auguste Cain

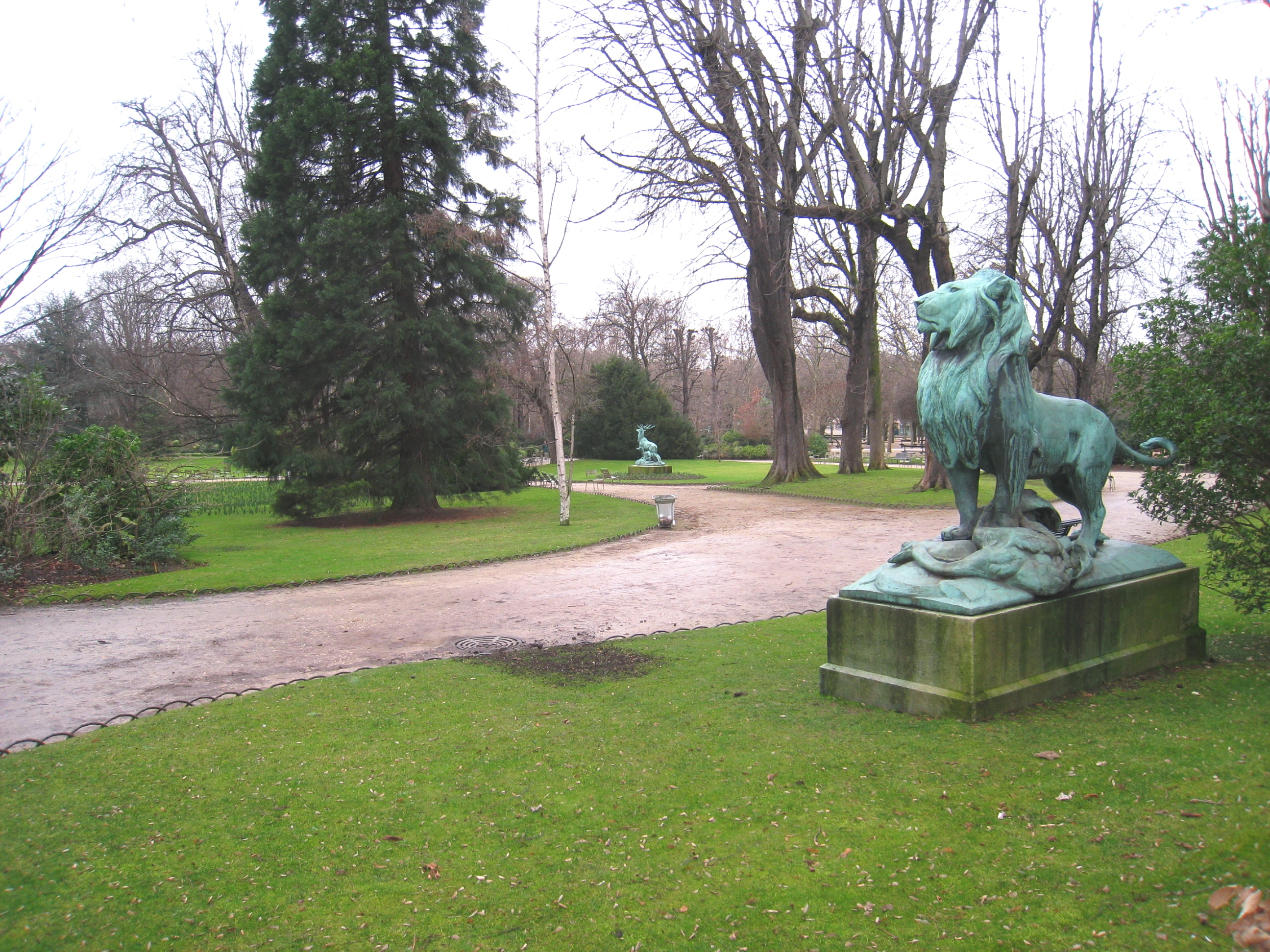
El león de Libia y su presa, en el jardín de Luxemburgo de París

Auguste Cain, nacido el 10 de noviembre de 1821 en París y fallecido el 25 de agosto de 1894 en la misma ciudad, fue un escultor francés especializado en el retrato de animales. Es el padre del pintor y escritor Georges Cain, y del hombre de letras y pintor Henri Cain.

## Datos biográficos

### Formación
Tras haber trabajado en la carnicería familiar, Auguste Cain entra al taller de Alexandre Guionnet y posteriormente es alumno de François Rude. Como Antoine-Louis Barye algunos años antes, estudió la anatomía de los animales dibujando en el Jardín de las Plantas de París. En la década de 1840 proporcionó modelos de orfebrería para los hermanos Fannière, Rudolfi y la Maison Christophe.

### Primeros trabajos
Auguste Cain se asocia con el escultor Pierre-Jules Mène, casándose en 1852 con la hija de éste. Comenzó a exponer en el Salón de París de 1846 con un grupo en cera titulado Curruca defendiendo su nido contra un loro, obra desaparecida, pero que fue reproducida más tarde en bronce y que reaparece en el salón de 1855; durante las décadas de 1840 y 1850, además de las pequeñas esculturas de figuras de animales, también fabrica elementos decorativos con motivos de animales, tales como cajas de cerillas, copas o candelabros.
Auguste Cain se dedica a la fundición de sus obras y las de su suegro. Centrándose a menudo en la temática de los animales en su contexto natural, tanto para sus estatuillas como para las esculturas de mayor tamaño. 

### Encargos oficiales

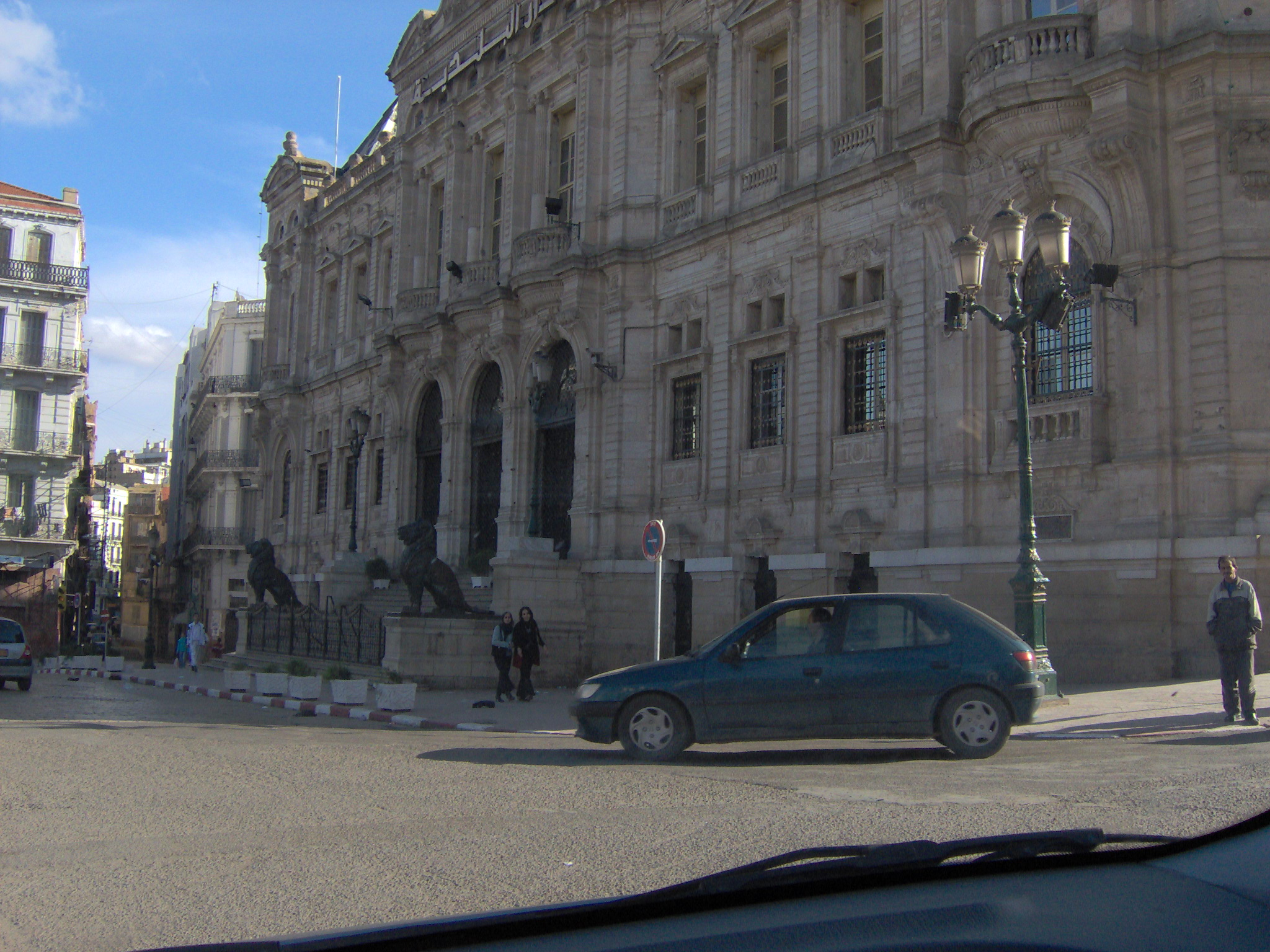
Fachada del ayuntamiento de Orán

Desde la década de 1860, reconocido como escultor de animales, Auguste Cain comenzó a recibir órdenes oficiales. Entre ellas, las esculturas monumentales todavía ubicadas en los grandes jardines parisinos. Las obras más conocidas de Auguste Cain representan los grandes carnívoros y sus presas, a veces en lucha, pero también tomó los modelos animales domésticos, el ganado, o animales de la  caza mayor. Ejemplo: los leones del ayuntamiento de la ciudad de Orán. Sus obras son realistas, con gran atención al detalle.

### Obras póstumas
Tras la  muerte de Cain la fundición fue cerrada y los modelos y moldes vendidos a Ferdinand Barbedienne que continuó realizando series de fundición a lo largo del siglo XX. 

## Obras
Entre las mejores y más conocidas obras de Auguste Cain se incluyen las siguientes:

### En París
Jardín de las Tullerías

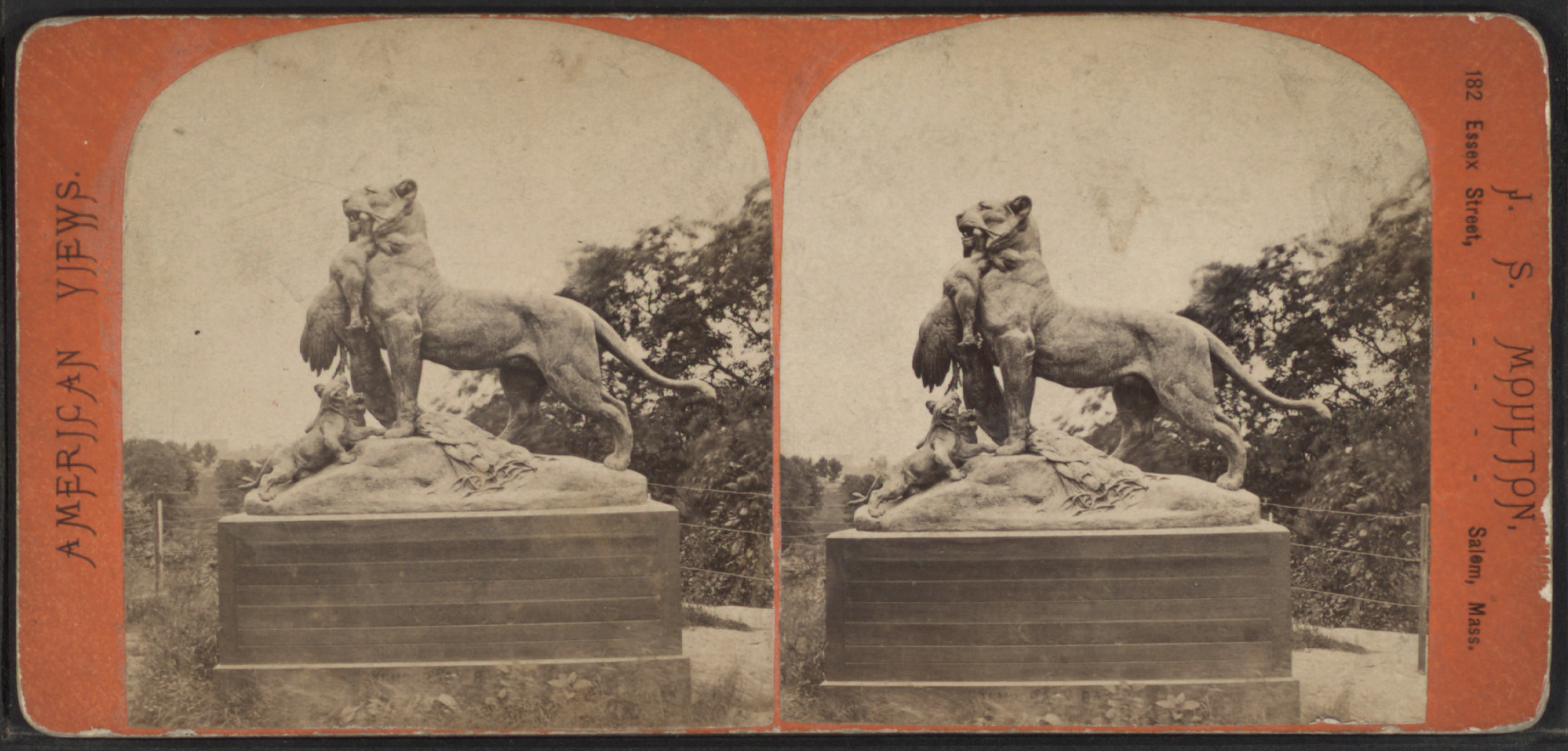
Estereograma de los leones de Central Park

- Rhinocéros attaqué par deux tigres (Rinoceronte atacado por dos tigres), bronce de 1882
- Lion et lionne se disputant un sanglier (León y leona que luchan por un jabalí), bronce (copia, quizá original en Central Park , Nueva York, con copia de donantes en Kelvingrove Park, Glasgow).
- Tigre terrassant un crocodile (Tigre matando un cocodrilo), bronce de 1873* Lion et lionne se disputant un sanglier, bronce, jardín de las Tullerias
- Tigresse apportant un paon à ses petits (Tigresa portando un pavo para sus cachorros), bronce de 1873
- Deux lionnes attaquant un taureau, bronce, 1882

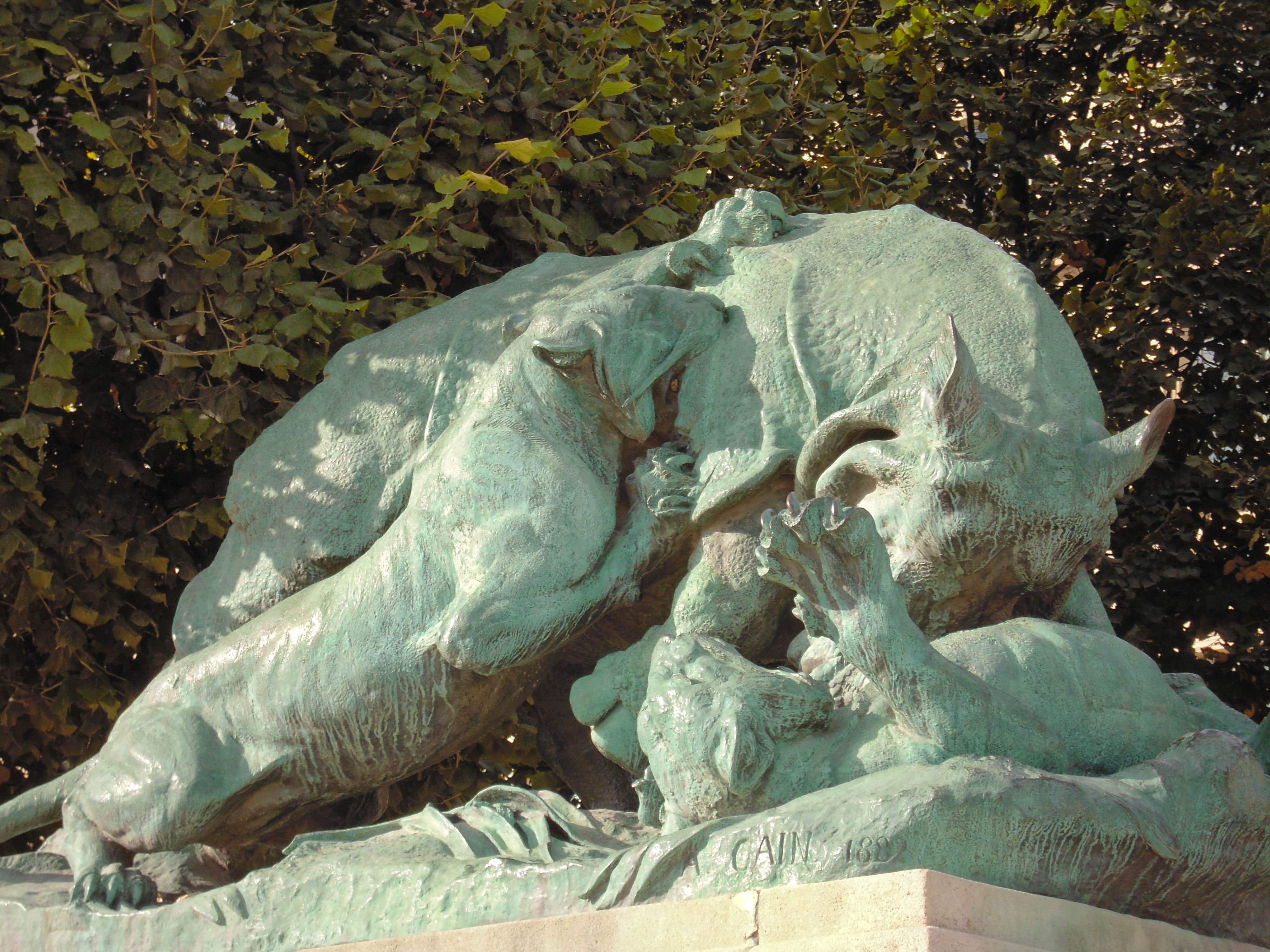
Rinoceronte atacado por dos tigres
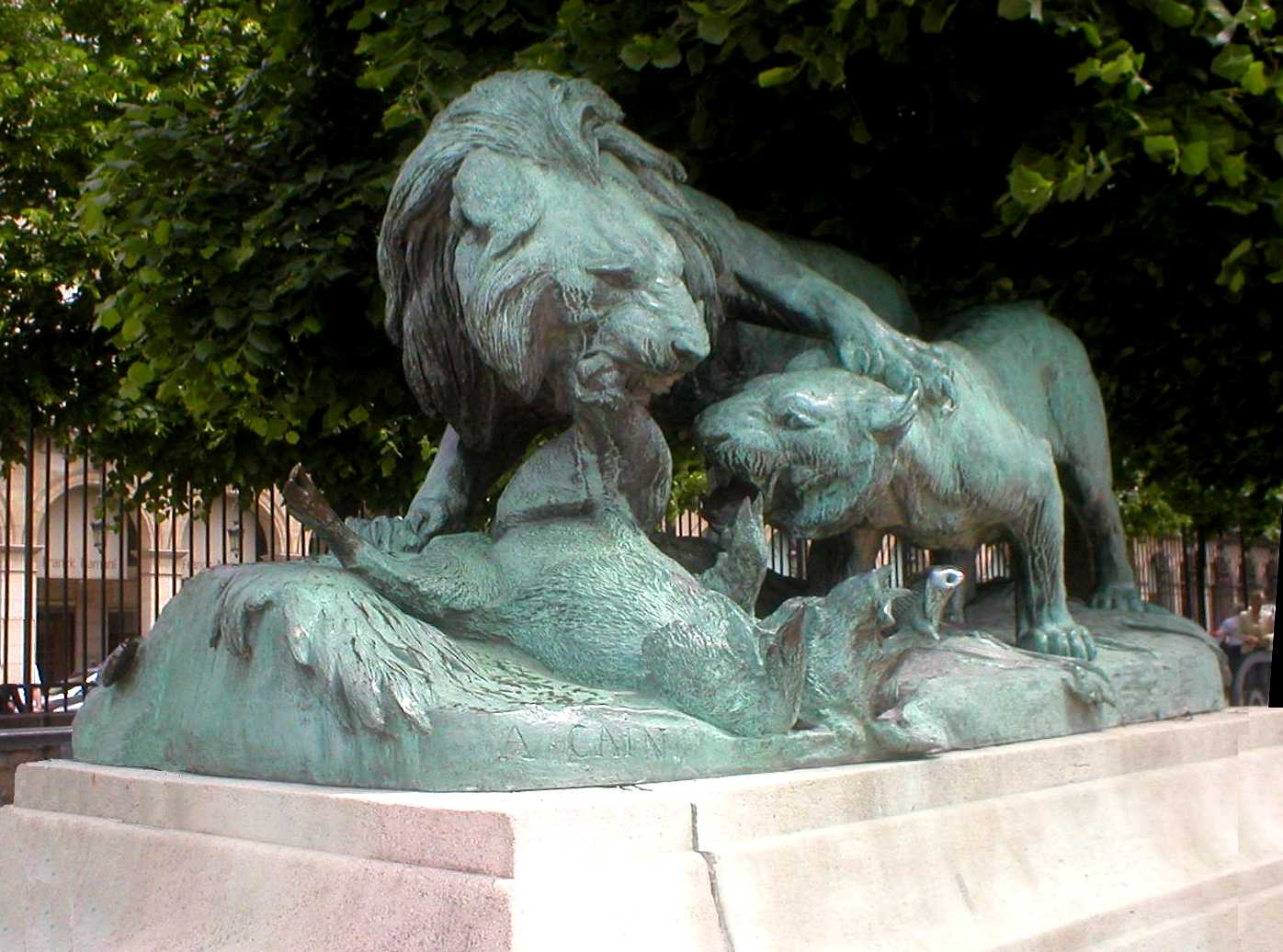
León y jabalí
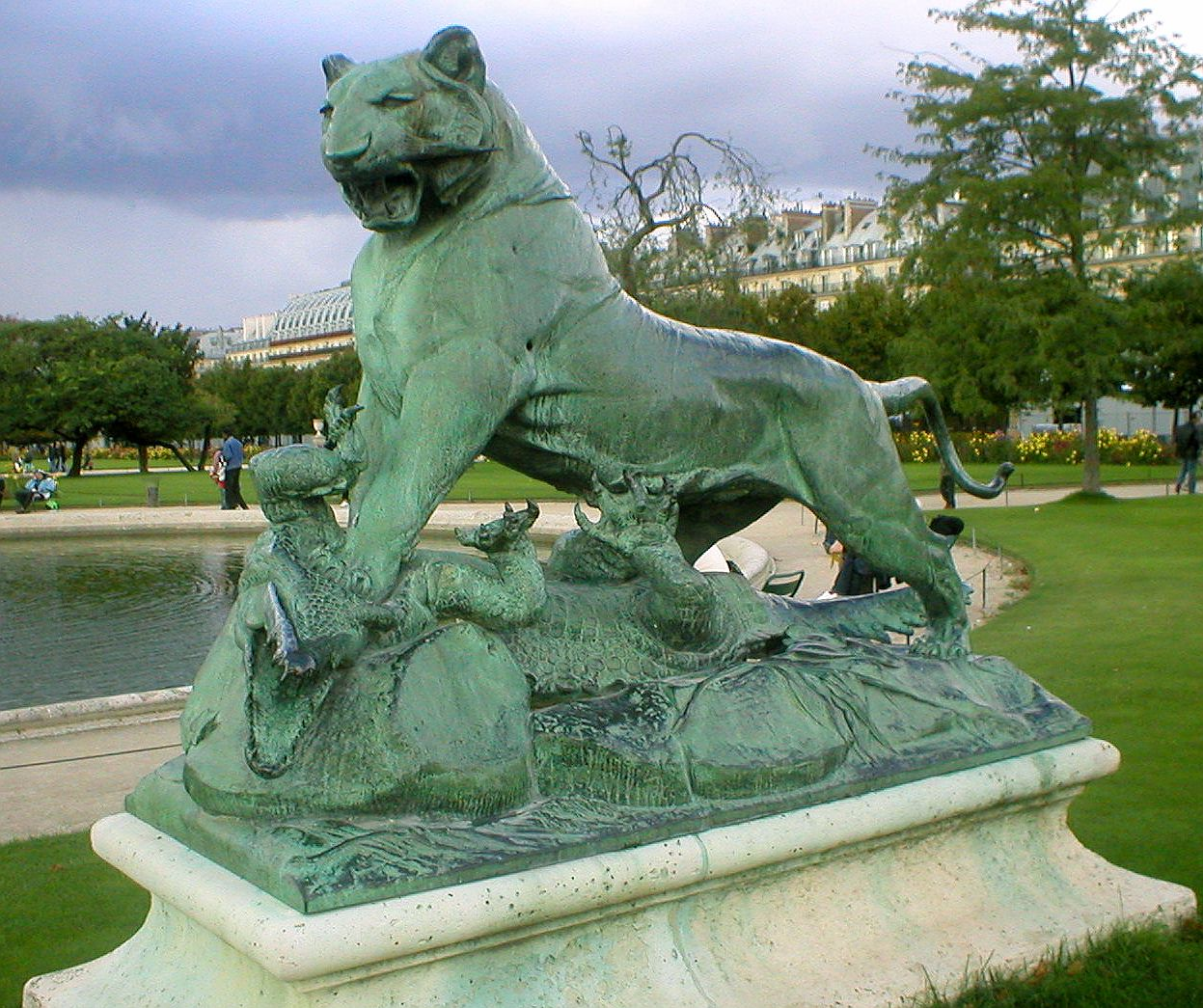
Tigre terrassant un crocodile
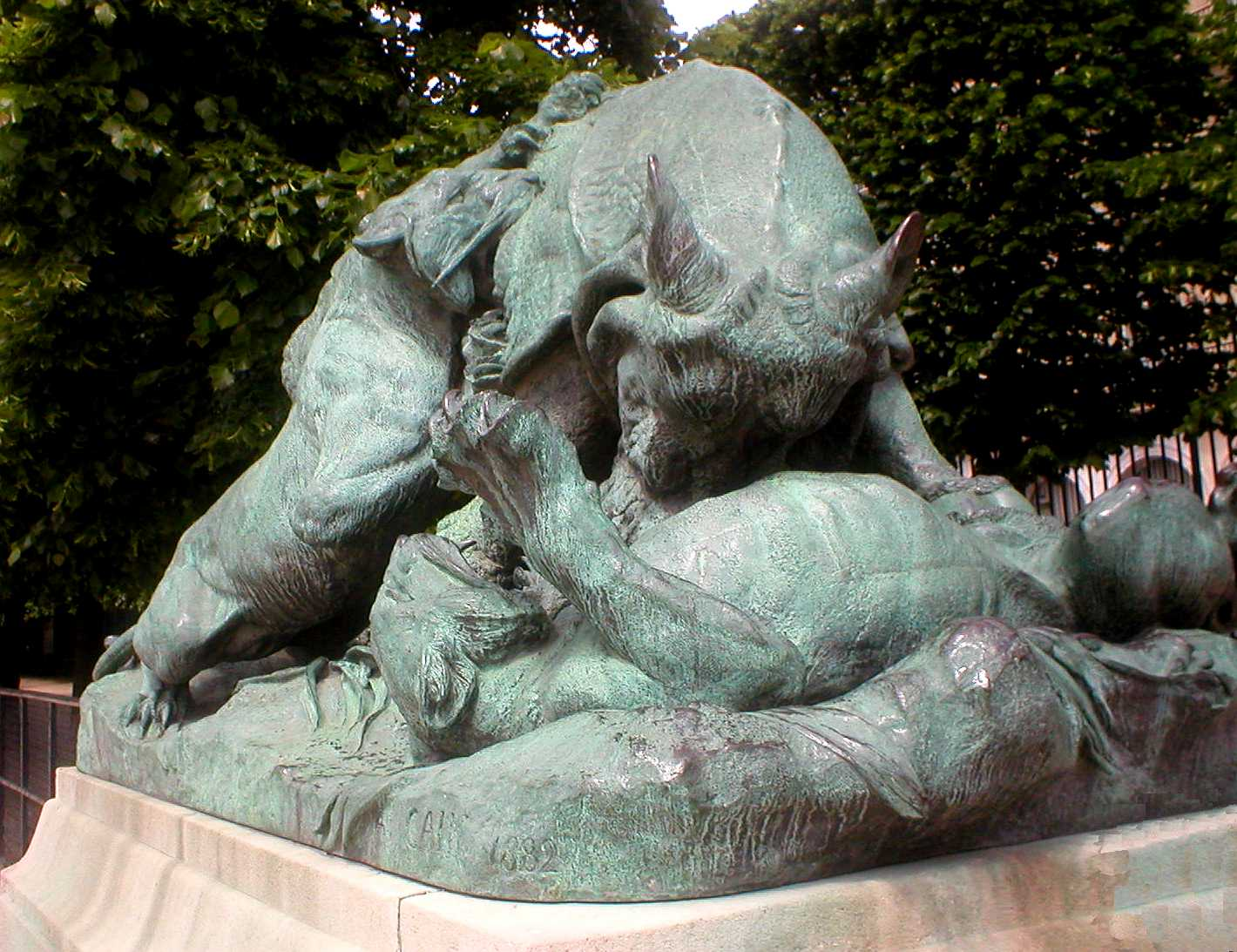
Deux lionnes attaquant un Taureau

Palacio del Louvre
- Deux Lionnes du Sahara (Dos leonas del Sahara), bronce de 1867, que adornan la Puerta de los Leones en la parte norte del pabellón de Flora, la entrada en el lado sur está flanqueada por dos leones sentados realizados por Antoine-Louis Barye.

Jardín de Luxemburgo
- Le Lion de Nubie et sa proie (El león de Nubia y sus presas), bronce de 1870

Ayuntamiento de París
- Deux Lion assis (Dos Leones sentados), de bronce , puerta de la derecha en el número  5 del Ayuntamiento de París .  Los otros dos son de Henri-Alfred Jacquemart .

Parque Georges Brassens
- Toro

### Resto de Francia y el extranjero
Castillo de Chantilly
- Lumineau et Séduisant, deux chiens de chasse (Luminoso y Atractivo, dos perros de caza), de bronce
- Fanfareau et Brillador, deux chiens de chasse , ((Fanfarrón y Brillador, dos perros de caza), de bronce
- Deux Cerfs (Dos venados), bronce

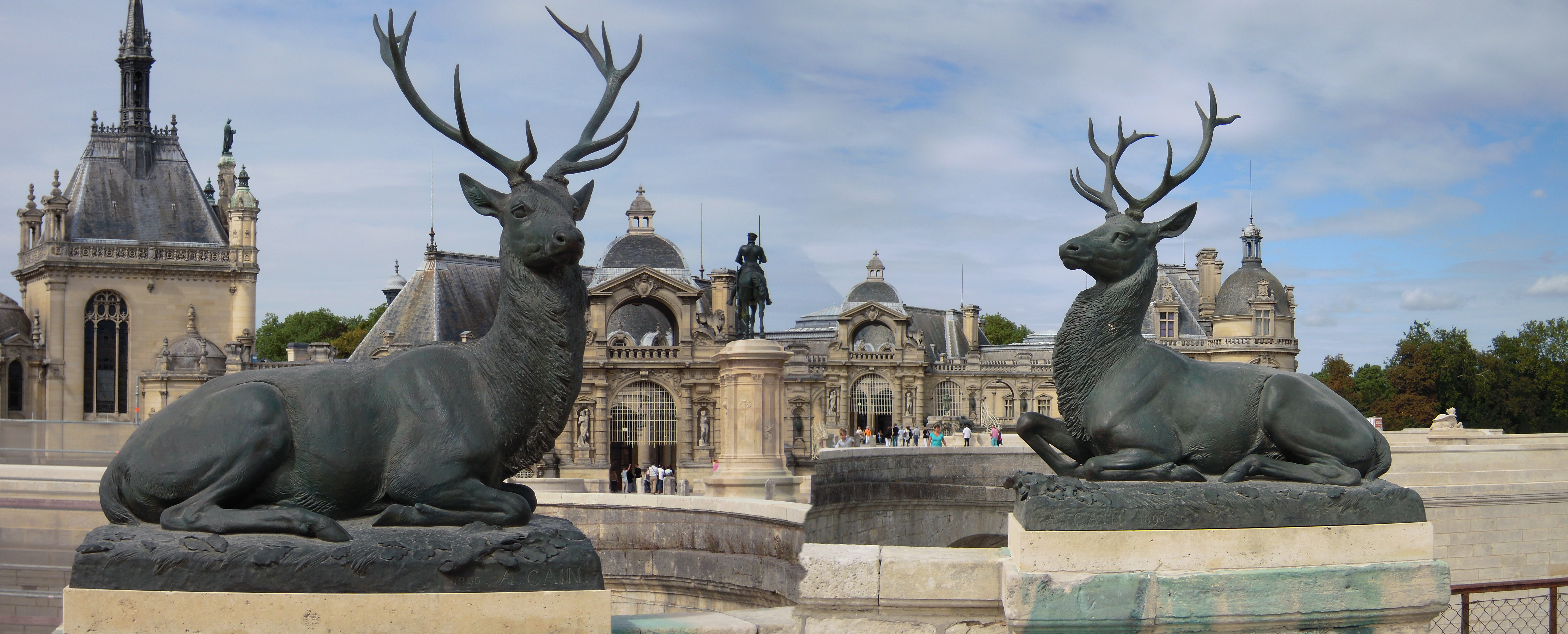
Los dos ciervos de  Chantilly
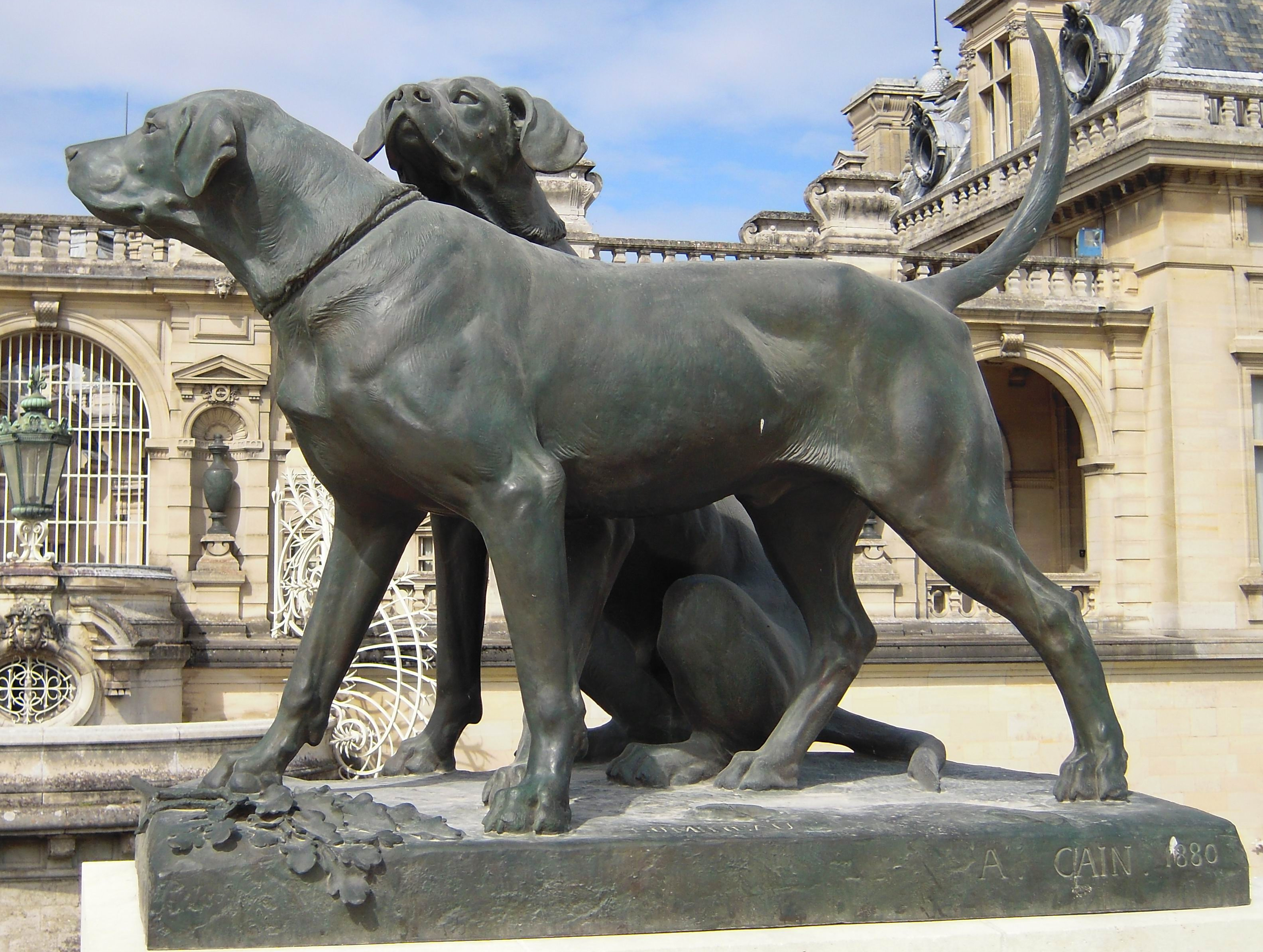
Lumineau y Séduisant
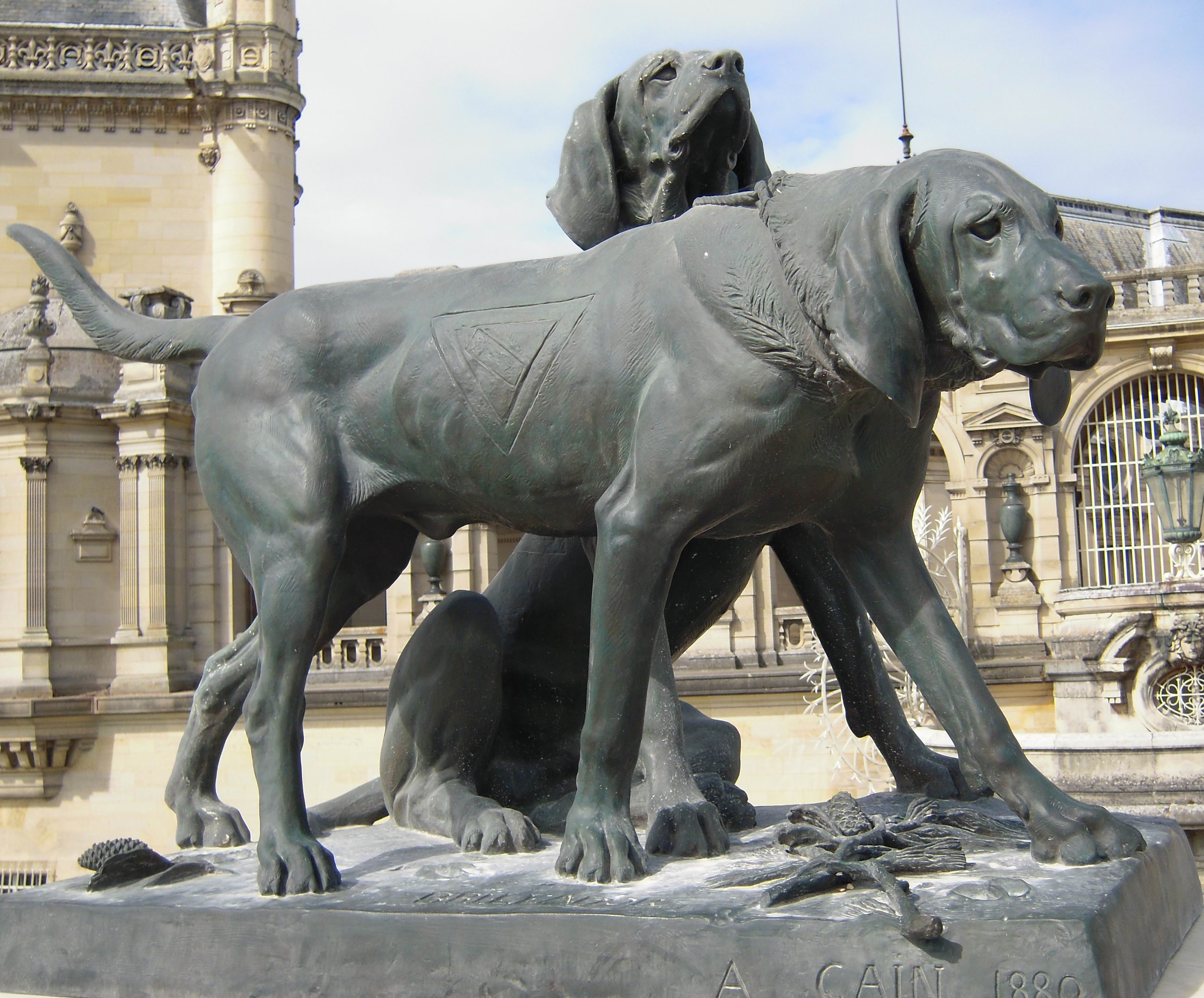
Fanfareau y Brillador
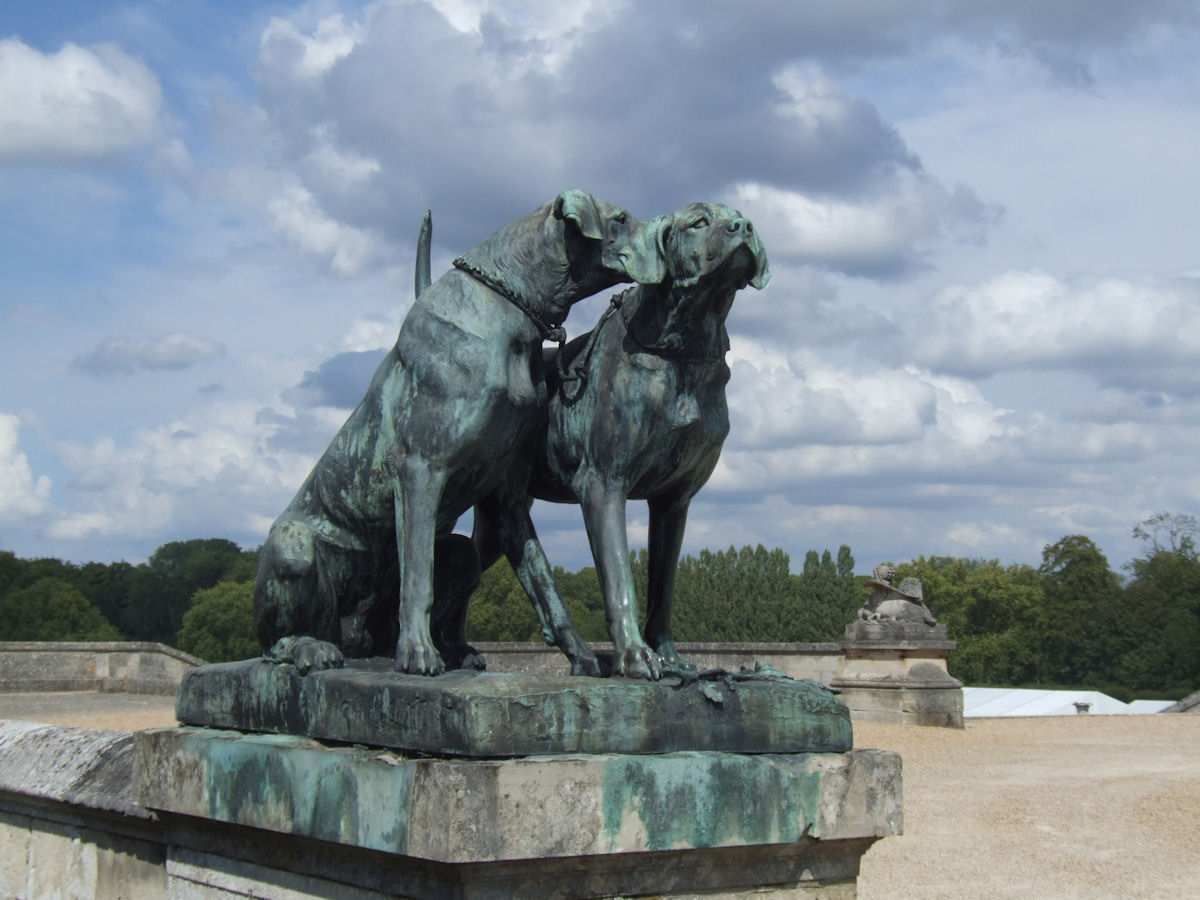

Castillo de Fontainebleau
Nimes

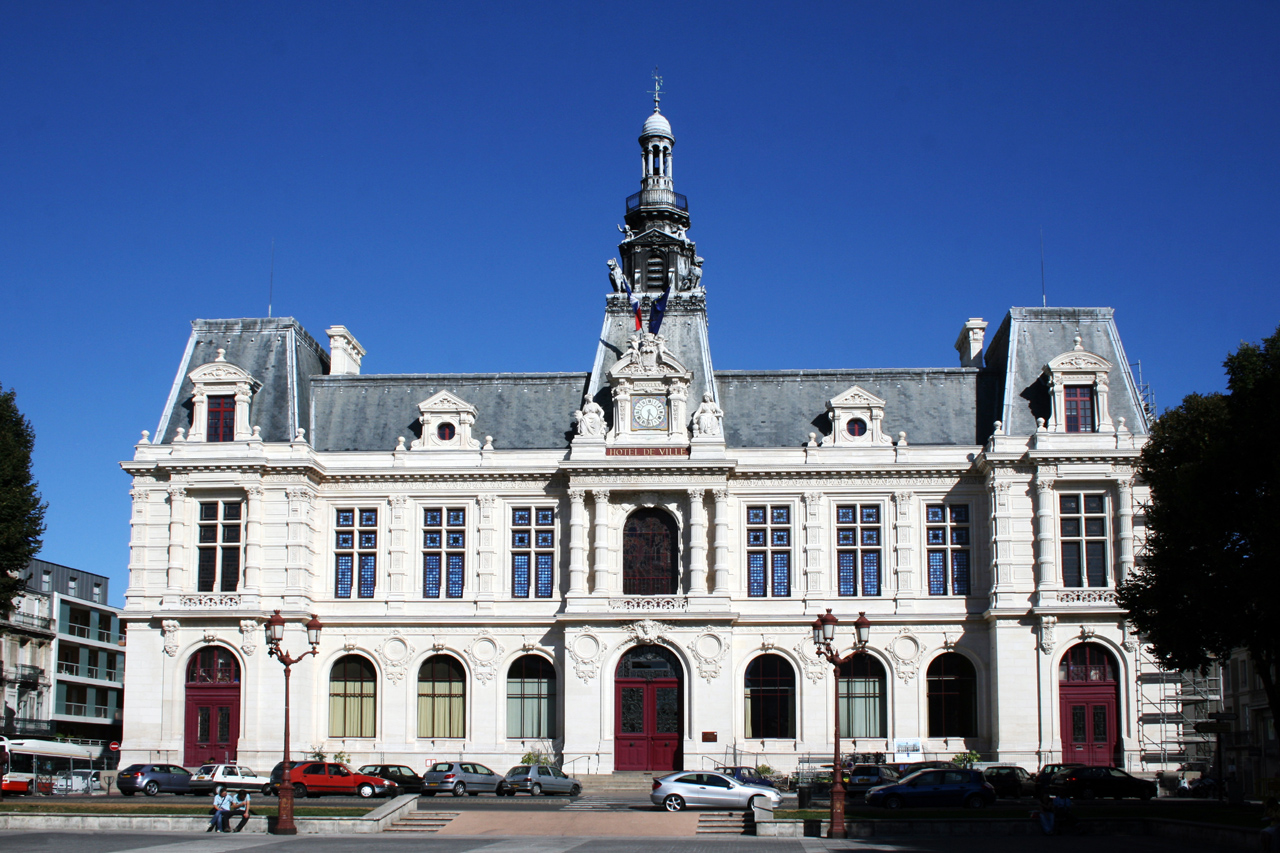
Vista de la fachada del ayuntamiento de Poitiers, los leones del campanille, son de Cain

- Le Bœuf du jardin du Trocadéro, (El toro del jardín del Trocadero) exposición universal de París 1878,  trasladado a Nimes

Poitiers
- Les lions du campaniles - Los leones de los campaniles del Ayuntamiento de Poitiers

Ginebra, Suiza
- Carlos II, duque de Brunswick, bronce de 1873

Orán, Argelia
- Les deux lions de l'Atlas - Los dos leones del Atlas del Ayuntamiento, bronce, 1888
- La Tégresse Férieuse , bronce (1863) regalo de Préfier de Télemcen... Argelia (1866)

Copenhague
Argentina

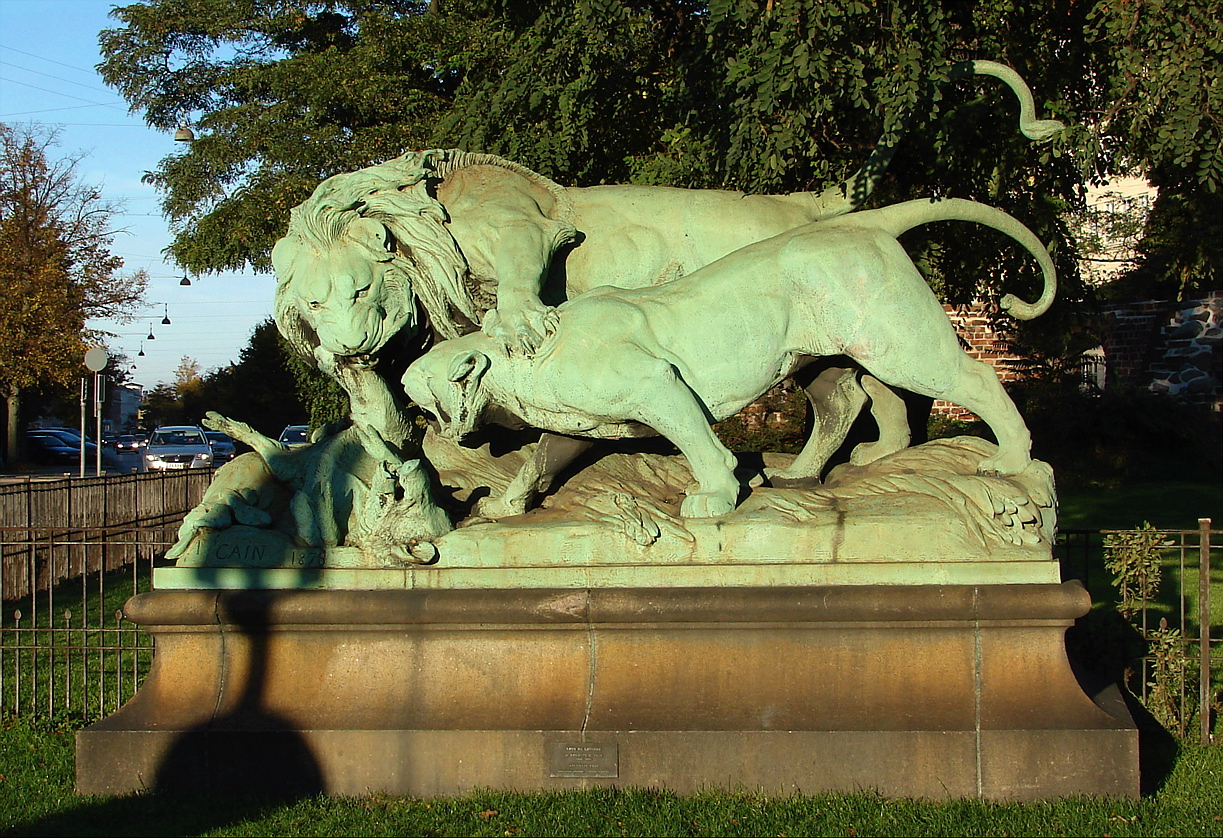
León y leona compatiendo su presa, en Copenhague

- Copia de Leona con su cría, en Buenos Aires (Bosques de Palermo)